# Inessa Galante

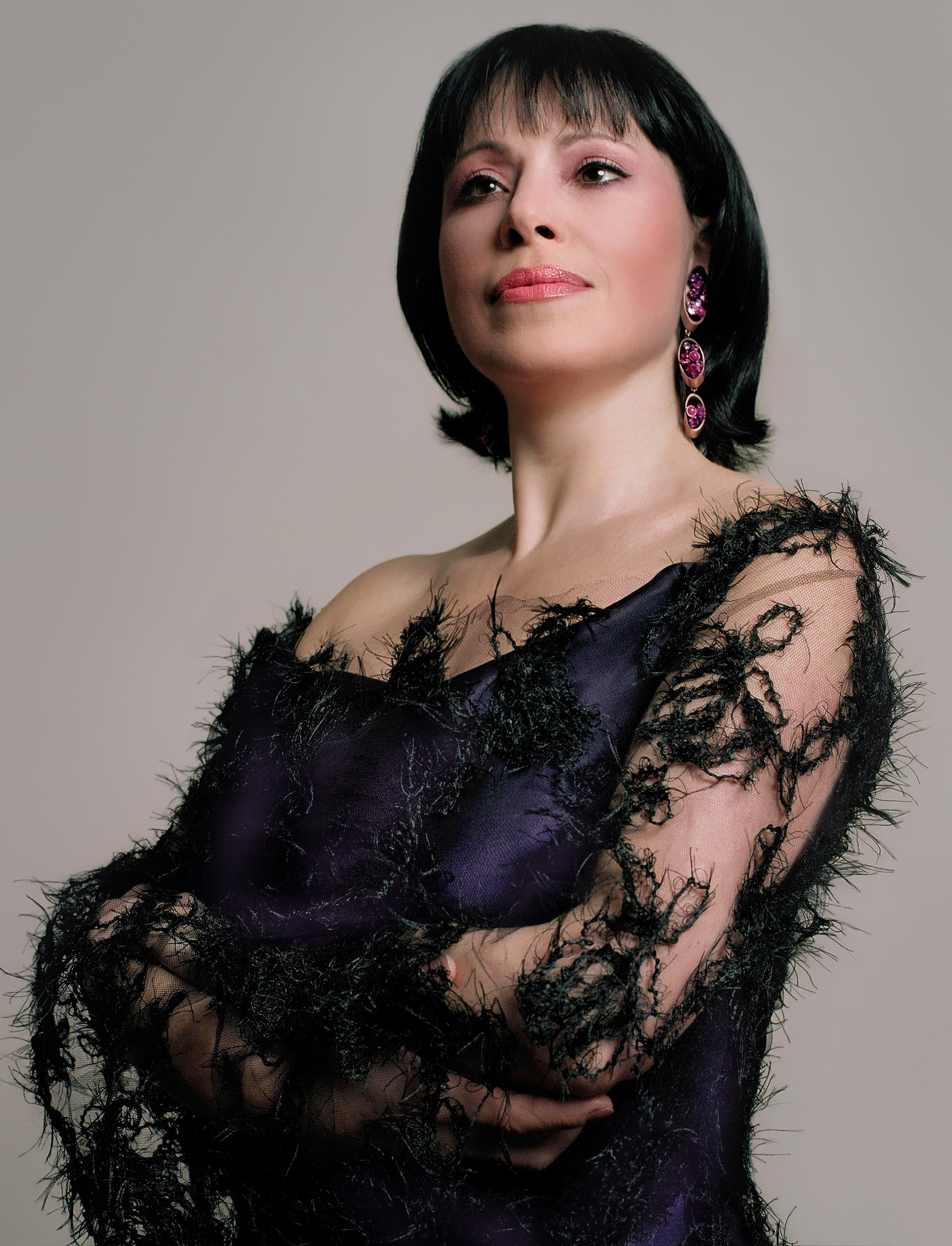
Inesse Galante, 2011

Inessa Galante, auch Inese Galante (* 12. März 1954 in Riga, Lettische SSR) ist eine lettische Opernsängerin (Sopran).

## Leben
Inessa Galante kam bereits als Kind mit dem Singen in Berührung: Ihre Mutter sang Koloratur, ihr Vater sang als Bass. Trotz des musikalischen Elternhauses begann sie nach dem Schulabschluss ein Studium der Pharmazie. In diesem Beruf arbeitete sie auch kurze Zeit. Doch 1977 nahm sie ihr Gesangsstudium am Konservatorium von Riga auf. Ihre Ausbildung übernahmen Rachel Shulova und Professor Ludmilla Braun. Bereits im dritten Studienjahr debütierte sie 1980 am Opernhaus in Riga in der Titelrolle von La traviata. 1982 erhielt sie ein festes Engagement an der Lettischen Nationaloper Riga, wo sie bis 1991 tätig war. Sie war dort u. a. zu hören in Rigoletto (Gilda), L’elisir d’amore (Adina), Il barbiere di Siviglia (Rosina), Gounods Faust (Marguerite), Lucia di Lammermoor (Lucia), La Rondine (Magda) sowie in den Rollen der Olympia in Hoffmanns Erzählungen, der Titelrolle in Snegurotschka von Rimski-Korsakow und als Micaela in Carmen.
Obwohl international sehr gefragt, verließ sie ihre Heimat nur für Gastauftritte oder Tourneen. Yehudi Menuhin und Zubin Mehta drängten Galante schon früh, ihre Karriere im Westen fortzusetzen, doch erst nach Gastauftritten an der Oper von Leningrad (Traviata, Lucia di Lammermoor und Marguerite) entschloss sie sich, 1991 an das Nationaltheater Mannheim zu wechseln. Dort war sie in den Rollen der Pamina (Die Zauberflöte), als Lauretta (Gianni Schicchi von Puccini), Nedda (Pagliacci), Freia (Das Rheingold), Mimi (La Bohème), Zémire (Zémire et Azor von Grétry), Euridice (Orfeo ed Euridice von Gluck), Margherita (Mefistofele von Boito) und als Najade (Ariadne auf Naxos) zu sehen und hören.
Parallel dazu absolvierte sie Gastauftritte an den Opernhäusern von Frankfurt a. M., Köln sowie Wiesbaden. 1996 gastierte sie am Théâtre du Châtelet in Paris, beim Festival von Montpellier und an der Deutschen Oper am Rhein.
Hinzu kamen schon in ihrer frühen Karriere Konzerte unter anderem in Moskau, Leningrad und den Baltischen Staaten sowie drei Tourneen in den USA und Kanada. (Toronto) auf. Bei einem Konzert in Rotterdam trat sie mit José Carreras auf und nach Einladung durch die britische königliche Familie im Kensington-Palast.
Ihren Durchbruch mit Musikaufnahmen hatte Inessa Galante 1995, als ihr Album Debut in den Niederlanden die Klassik-Charts wochenlang anführte und im Jahr 2000 mit Platin geehrt wurde. Das beliebteste und am häufigsten gespielte Stück dieser CD war das fälschlich Giulio Caccini zugeschriebene Ave Maria, wodurch dieser fast vergessene italienische Komponist weltweit eine Renaissance erlebte.
Seit 1999 steht Inessa Galante an keinem Opernhaus mehr unter Vertrag. Ihre Auftritte in den letzten Jahren fanden vor allem in ihrer derzeitigen Wahlheimat Deutschland, in Großbritannien und im Baltikum statt, insbesondere in ihrem Heimatland Lettland.

## Diskografie
- Songs of Amber – Songs of Women’s Folk Chorus Dzintars (Solo: Inessa Galante) – 1990
- Inese Galante. Soprano – Latvian National Symphony Orchestra, Leitung: Aleksandrs Vilumanis, 1995 (Herausgegeben als Debut bei Campion)
- Heroines – Gounod, Cilea, Puccini – Campion Records 1995
- Velreiz („again, encore“) – Arien von Albinoni – 1996
- Maks Goldins: Eighteen Jewish Folk Songs und Rachmaninov: Romantic Songs – Campion 1996
- Encore – Johann Strauss, Weber (Kompilation) 1997[3]
- Musica Sacra – Aus der Kathedrale Riga. Paula Licite, Ave Maria etc. Leitung: Juris Klavins (Kompilation von Live-Aufnahmen 1989–1996) – Campion 1997
- The Tchaikovsky Experience – Sergei Leiferkus, Marina Shaguch, Alexander Fedin. Covent Garden Orchestra, Neeme Järvi, BMG 1997
- Latvian Sacral Music – Inessa Galante, Dita Kalniņa (Sopran), Ingus Pētersons (Tenor), Aivars Kalējs (Orgel), Dita Krenberga (Flöte), Leitung: Kaspars Putniņš – 1997
- La Traviata – Verdi (Live-Aufnahmen, Latvian National Opera, 1989) – 1998
- Arietta – Barock-Arien. London Musici, M. Stephenson („Best recording of the year 2000“ laut BBC, FM classics) – 1999
- Russian Recital – aus der Wigmore Hall. Roger Vignoles (Klavier). BBC, Live-Aufnahme, 1999 – 2000
- ABC – Albinoni: Adagio c-Moll (Leitung: Alexander Vilumanis), J. S. Bach: Soprano arias, Caccini: Amarilli mia bella (Leitung: Mark Stephenson) – 2001
- The Galante Choice – 2001
- Galante forever … – 2001
- Mass in C major, Exultate, jubilate, Ergo interest – Mozart. Czechoslovakian Chamber Philharmonic. Conducted by D. Bostock – 2001
- Verdi Galante. Arias from Verdi’s late works – Latvian National Symphony Orchestra. Leitung: Terje Mikkelsen. Campion – 2003
- Confesso – Inessa Galante & Henk van Twillert (Baritonsaxophon) – 2006
- Requiem – Mozart. Leitung: Andres Mustonen – 2007
- Stabat Mater – Pergolesi, Stradella: Pieta Signore, Vivaldi: Stabat mater. Inessa Galante, Sergejs Jēgers (Alt), Kammer-Ensemble, Leitung: Andris Veismanis – 2008
- Ave Maria in der Kathedrale Riga – 2008
- Galante Soul of Riga (Doppel-CD) – 2011

## Auszeichnungen für Musikverkäufe
| Platin-Schallplatte - Niederlande - 2000: für das Album Debut |

| Land/RegionAuszeichnungen für Musikverkäufe (Land/Region, Auszeichnungen, Verkäufe, Quellen) | Gold | Platin  | Verkäufe | Quellen |
| -------------------------------------------------------------------------------------------- | ---- | ------- | -------- | ------- |
| Niederlande (NVPI)                                                                           | —    | Platin1 | 30.000   | nvpi.nl |
| Insgesamt                                                                                    | —    | Platin1 |          |         |